# Comuna Berezan, Oceac
Berezan (în ucraineană Березань) este o comună în raionul Oceac, regiunea Mîkolaiiv, Ucraina, formată din satele Berezan (reședința), Blahodatne, Iijîțke și Osetrivka.

## Demografie
Componența lingvistică a comunei Berezan
     Ucraineană (89,94%)
     Rusă (7,11%)
     Alte limbi (1,21%)
Conform recensământului din 2001, majoritatea populației comunei Berezan era vorbitoare de ucraineană (89,94%), existând în minoritate și vorbitori de rusă (7,11%) și găgăuză (1,48%).